# Province de Kibi
La province de Kibi (吉備国, Kibi no kuni) est une ancienne province ou région du Japon, dans la même zone que la préfecture d'Okayama et l'est de la préfecture de Hiroshima. Elle est parfois appelée Bishū (備州).
Elle est divisée entre les provinces de Bizen (備前), Bitchū (備中), et Bingo (備後) à la fin du VIIe siècle et la province de Mimasaka est séparée de la province de Bizen au VIIIe siècle. Les trois premières provinces ont un kanji du nom de Kibi et ajoutent zen, chū et go (« près de », « moyen » et « loin ») en fonction de leur distance de la capitale régionale.